# (7711) Říp
7711 Rip (1994 XF) – planetoida z pasa głównego asteroid okrążająca Słońce w ciągu 5,36 lat w średniej odległości 3,06 j.a. Odkryta 2 grudnia 1994 roku.